# Minerbe
Minerbe là một đô thị ở tỉnh Verona trong vùng Veneto của Ý, có cự ly khoảng 80 km về phía tây của Venice và khoảng 35 km về phía đông nam của Verona. Tại thời điểm ngày 31 tháng 12 năm 2004, đô thị này có dân số 4.599 người và diện tích là 29.7 km².
Đô thịMinerbe có các frazioni (đơn vị trực thuộc, chủ yếu là các làng) San Zenone, Santo Stefanovà Anson.
Minerbe giáp các đô thị: Bevilacqua, Bonavigo, Boschi Sant'Anna, Legnago, Montagnana, Pressanavà Veronella.